# جوزپه کونته
جوزپه کونته (ایتالیایی: Giuseppe Conte؛ زادهٔ ۸ اوت ۱۹۶۴;تلفظ ایتالیایی: [dʒuˈzɛppe ˈkonte])، حقوقدان، سیاستمدار و پنجاه و هشتمین نخست‌وزیر ایتالیا است.
به عقیده روزنامه‌نگاران و صاحب‌نظران سیاسی کابینه کونته نخستین دولت عوام‌گرا در اروپای غربی است.

## اوایل زندگی
جوزپه کونته متولد روستای والتارا آپولا واقع در جنوب ایتالیا است. خانواده او طبقه متوسط بودند، پدرش نیکولا کارمند شهرداری و مادرش لیلینا روبرتی آموزگار ابتدایی بود.
وقتی خانواده‌اش به سان جووانی روتوندو مهاجرت کردند او در سان مارکو ین لامیس به مدرسه رفت و پس از آن به دانشگاه ساپینزا رم رفت و در آنجا به تحصیل در رشته حقوق پرداخت.
او با درجه استادی حقوق در دانشگاه فلورانس و دانشگاه لوییس در رم مشغول به کار است. کونته از طرف رهبران دو حزب جنبش پنج ستاره و لگا نورد ایتالیا برای مقام نخست‌وزیر به رئیس‌جمهور سرجیو ماتارلا معرفی شده‌است.

## نخست‌وزیری ایتالیا
وی از ۱ ژوئن ۲۰۱۸ به عنوان نخست‌وزیر ایتالیا مشغول کار شده‌است.
ینی]] معاون نخست وزیر و وزیر داخلی راستی مجبور به استعفا شد و سرانجام در همان ماه توسط ریس جمهور ایتالیا مورد تایید قرار گرفت.

## انتخاب مجدد به سمت نخست وزیری
در سپتامبر ۲۰۱۹ طی ائتلاف دو حزب جنبش پنج ستاره و دموکراتیک در جهت تضعیف سالوینی صورت گرفت وی دوباره نخست وزیر ایتالیا شد.

## نظرات سیاسی
کونته در یک مصاحبه در سال ۲۰۱۸ گفت پیش از آنکه به جنبش پنج ستاره نزدیک شود به چپی‌ها رای می‌داده‌است.